# Цюлково-Жондове
Цюлково-Жондове (пол. Ciółkowo Rządowe) — село в Польщі, у гміні Обрите Пултуського повіту Мазовецького воєводства.
Населення — 174 особи (2011).
У 1975-1998 роках село належало до Остроленцького воєводства.

## Демографія
Демографічна структура станом на 31 березня 2011 року:
|          | Загалом | Допрацездатний вік | Працездатний вік | Постпрацездатний вік |
| -------- | ------- | ------------------ | ---------------- | -------------------- |
| Чоловіки | 85      | 24                 | 51               | 10                   |
| Жінки    | 89      | 18                 | 49               | 22                   |
| Разом    | 174     | 42                 | 100              | 32                   |